# 海野翔太
海野 翔太（うみの しょうた、1997年4月17日 - ）は、日本の男性プロレスラー。東京都世田谷区出身。新日本プロレス所属。血液型AB型。

## 来歴
レフェリーの父の影響で幼い頃からプロレスを観戦し、2008年8月の父（レッドシューズ海野）のレフェリー生活20周年興行と2009年1月4日に東京ドームで行われた武藤敬司対棚橋弘至戦を見てレスラーになる決意を固めた。
学生時代は野球を10年間経験していた。2014年に内藤哲也のG1前公開練習『野球特訓』にノッカーとして参加している。

### 新日本プロレス

#### ヤングライオン時代
2016年3月、新日本プロレスに入門。父がレフェリーで、息子がプロレスラーの組み合わせは同じ新日本プロレスの柴田勝久と柴田勝頼の例がある。2017年4月13日に新宿FACEで開催されたLION'S GATE PROJECT4で父のレフェリングの元、KAIENTAI DOJOのTAKAみちのくを相手にデビュー。試合はTAKAのジャストフェイスロックで海野がギブアップ負け。
2017年10月から12月にかけて開催されたヤングライオン杯では最終戦で川人拓来 （現・マスター・ワト） に敗れるなど、2勝4敗に終わった。
2019年3月、NEW JAPAN CUPに初出場。10日の尼崎大会で棚橋と1回戦を戦い、ギブアップ負け。
6月のDOMINIONにて元WWEスーパースターのジョン・モクスリーとシングルマッチが組まれ敗北。その後モクスリーG1 CLIMAX29の前哨戦タッグパートナー兼公式戦セコンドとなる。

#### 海外遠征

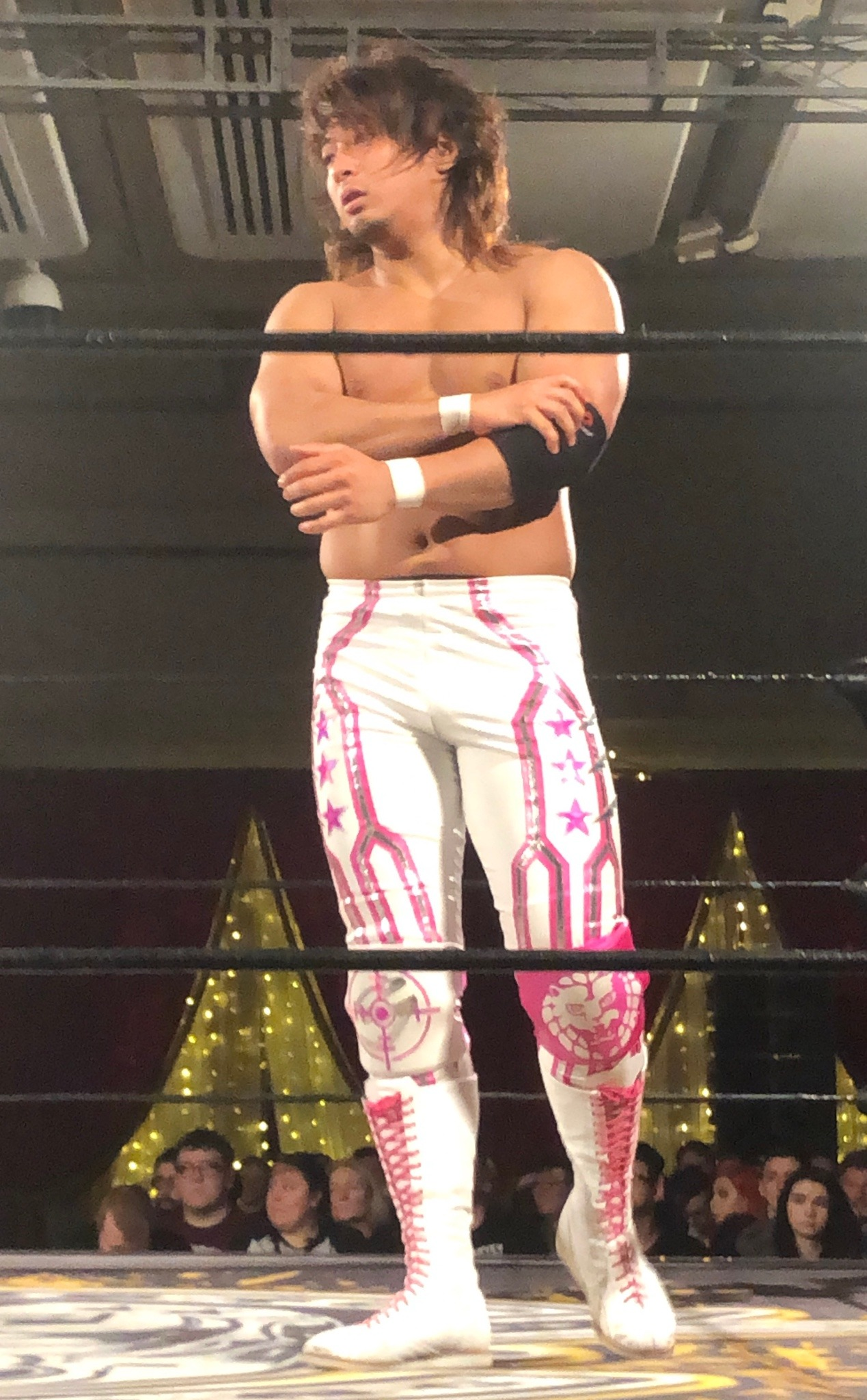
2021-06-25

2019年11月よりイギリスに長期海外遠征し、主にRPWに参戦する。
2020年の新型コロナウイルス感染症蔓延により試合出場を中断していたが、2021年7月より再開している。
2021年9月からはウィル・オスプレイの率いるUNITED EMPIREと抗争が勃発、11月にはオスプレイの持つRPWブリティッシュ・ヘビー級王座に挑戦。デスライダーを見舞うなど追い込む場面もあったが最後はヒドゥン・ブレイドを浴び敗れた。
2022年4月16日（現地時間）、アメリカ・イリノイ州シカゴにて行われた新日本プロレスのビッグマッチ『Windy City Riot』にて、ジェイ・ホワイトの対戦相手としてサプライズ参戦。海野も棚橋を彷彿とさせるコスチュームと金髪姿で果敢に攻め込むが、最後はブレードランナーの前に敗れた。5月1日、RPWブリティッシュ・クルーザー級王座を保持するマイケル・オクとシングルマッチで対戦。6月、AEWと新日本プロレスの合同大会『AEW × NJPW: Forbidden Door』でエディ・キングストン、ウィーラー・ユウタと共にクリス・ジェリコ、鈴木みのる、サミー・ゲバラ組と対戦。ジェリコに掟破りのウォール・オブ・ジェリコを仕掛けるなど追い込むが、最後はジュダス・エフェクトを浴び敗れた。7月10日、RPWで行われたAEWオールアトランティック王座を保持するPACの初防衛戦の対戦相手に指名される。試合はPACにブルータライザーを決められ、防衛を許した。10月1日にロンドンで開催されるROYAL QUEST Ⅱの1日目のメインイベントでIWGP USヘビー級王座を保持するウィル・オスプレイとスペシャルシングルマッチでの対戦が決定した。

#### 凱旋帰国後

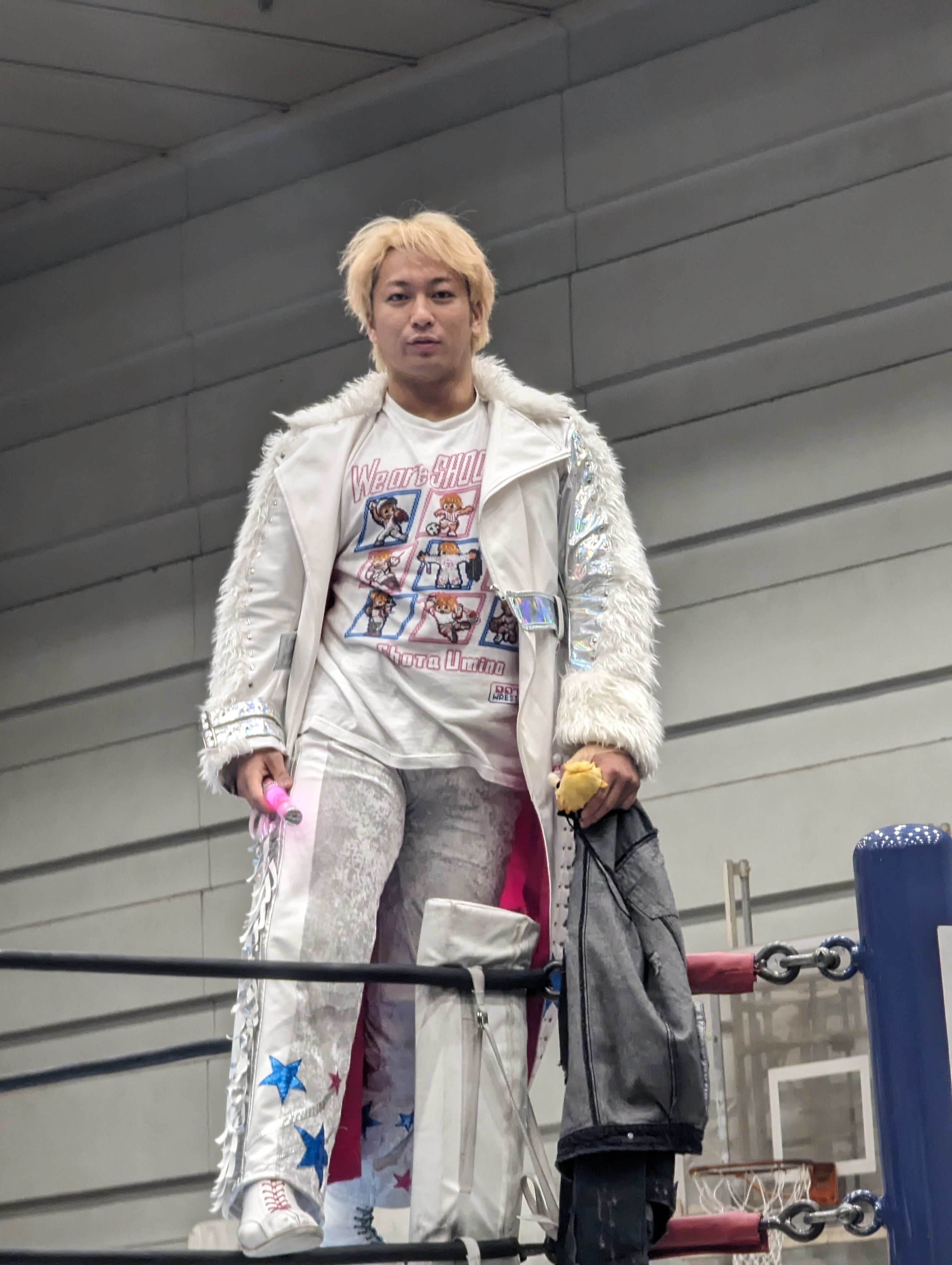
2024年04月26日

2022年11月5日、大阪府立体育会館大会にてメインイベントのIWGP USヘビー級王座選手権試合で内藤を下した直後のオスプレイの前に現れ、US王座への挑戦を表明した。
11月20日、有明アリーナ大会で行われた「Historic X-over」にてオスプレイの持つUS王座に挑戦。海野も変形のデスライダーを決めるなど追い込むが、オスプレイのストームブレイカーの前に敗れた。
2023年1月4日、東京ドーム大会「武藤敬司新日本プロレスラストマッチ」で、武藤敬司、棚橋弘至とトリオを結成し、内藤哲也、SANADA、BUSHIと対戦。海野がBUSHIからピンフォール勝ち。
4月8日、両国国技館大会でザック・セイバーJr.のNJPW WORLD認定TV王座に挑むも敗北。
9月からの「DESTRUCTION」シリーズにおいて、STRONG STYLEの軍団対抗戦が勃発。6人タッグ7番勝負が行われ（パートナーは永田裕志・マスター・ワト）、3勝3敗1分けの五分で終えた。
2023年11月4日、「POWER STRUGGLE ～SUPER Jr.TAG LEAGUE 2023～」にてオスプレイの持つUS王座に挑戦。ストームブレイカーで敗北。
「WORLD TAG LEAGUE 2023」では同期でライバルの成田蓮とタッグを結成しエントリー。しかし、リーグ最終戦の12月6日、唐津市文化体育館大会で成田は裏切り、HOUSE OF TORTUREに電撃加入。ここから遺恨抗争に突入。
2024年1月2日、プロレスリング・ノア有明アリーナ大会で清宮海斗、大岩陵平、稲葉大樹、近藤修司、宮脇純太とノア&新日本連合軍を結成し、EVIL、成田蓮、高橋裕二郎、SHO、金丸義信、ディック東郷のHOUSE OF TORTUREと6vs6イリミネーションマッチでプロレスリング・ノア初参戦。
2024年1月23日、後楽園ホール大会で成田蓮との遺恨マッチに勝利。
NEVER無差別級王座前王者であるタマ・トンガから王座奪還を託され、2024年2月23日、北海きたえーる大会で、EVILの持つNEVER無差別級王座に挑戦するも敗北。
2024年5月11日オンタリオ大会にて、師匠であるジョン・モクスリーの持つIWGP世界ヘビー級王座に挑むも敗北。
2024年9月14日、登別市総合体育館大会で行われた「室蘭歯科医師会presents 登別温泉入浴券争奪 登別ランボー」に参戦。ザック・セイバーJr.をオーバー・ザ・トップロープさせ、入浴券獲得。
2025年1月4日、東京ドーム大会メインイベントにてザック・セイバーJr.の持つIWGP世界ヘビー級王座に挑戦し敗北。
2025年2月11日、大阪府立体育会館大会にてグレート-O-カーンとのスペシャルシングルマッチで敗北。試合後バリカンを手にしたオーカーンに襲われてしまうが自らの手で頭を刈った。
2025年3月20日、アオーレ長岡大会で行われたNEW JAPAN CUP決勝戦でデビッド・フィンレーに敗れNEW JAPAN CUP 2025 準優勝。
2025年4月5日、両国国技館大会にて棚橋弘至ファイナルロード継で棚橋弘至から勝利。
2025年4月11日、Wintrust Arena大会にて指名を受けた後藤洋央紀の持つIWGP世界ヘビー級王座に挑戦し敗北。
2025年4月24日、広島サンプラザホール大会のスペシャルタッグマッチで上村優也と組み鷹木信悟、辻陽太と対戦も鷹木に敗れる。
2025年5月3日、福岡国際センター大会のスペシャルシングルマッチで鷹木信悟に敗れる。

## エピソード
- モクスリーからはシューター（Shooter）のニックネームで呼ばれており、2019年のクリスマスにはモクスリーからDEATH RIDERSと施されたジャケットをプレゼントされている[28]。

## 得意技
Second Chapter
現在の海野のフィニッシャー。2025年のNEW JAPAN CUPより使用。変形フィッシャーマン・バスター。
デスライダー
相手の頭部を左脇下に抱えながら自分の両腕を相手の両脇に差し込んだ状態で左足を振りかぶり、勢いよく後方へ倒れ込むことで脳天からマットに突き刺すスナップ式・ダブルアーム式DDT。
海野の師匠・モクスリーは高角度式のパラダイムシフトをデスライダーと称しているが、海野のデスライダーはパラダイムシフトと同形である。
この他にも、相手を持ち上げてから移行する変形デスライダーやスイング式デスライダーも見せることがある。
2023年11月4日のPOWER STRUGGLEでは雪崩式を敢行したが、反動を付けたために相手が背中から落ちてしまい失敗した。
STF
2023年のG1 CLIMAX前にG1史上最多の優勝回数を誇る蝶野正洋から直接指導を受け、グラウンドでのフィニッシュムーブとして使用。
フィッシャーマンズ・スープレックス
ブレイズブレイド
後頭部へのランニングエルボースマッシュ。技名はtwitterでの公募で決まった。
クローズライン